# Svenska inomhusmästerskapen i friidrott 2019
Svenska inomhusmästerskapen i friidrott 2019 var uppdelat i  
- Inne-SM Mångkamp  den 12 till 13 februari i IFU Arena i Uppsala, arrangörsklubb Upsala IF
- Stora Inne-SM den 16 till 17 februari i Stadium Arena i Norrköping, arrangörsklubb Tjalve IF

Tävlingen var det 54:e svenska inomhusmästerskapet. 

## Medaljörer, resultat

### Herrar
| Gren          | Guld                     | Guld           | Guld    | Silver             | Silver        | Silver  | Brons              | Brons                | Brons   |
| 60 meter      | Henrik Larsson           | IF Göta        | 6,60    | Austin Hamilton    | Malmö AI      | 6,62    | Odain Rose         | Spårvägens FK        | 6,81    |
| 200 meter     | Dennis Forsman           | Hässelby SK    | 21,83   | Emil Johansson     | Turebergs FK  | 21,99   | Anders Pihlblad    | KFUM Örebro          | 22,05   |
| 400 meter     | Carl Bengtström          | Örgryte IS     | 47,96   | Martin Selin       | Ullevi FK     | 49,13   | Joakim Karlsson    | Ullevi FK            | 49,25   |
| 800 meter     | Andreas Kramer           | Sävedalens AIK | 1:51,36 | Efrem Brhane       | Västerås FK   | 1:52,86 | Robin Rohlén       | IFK Umeå             | 1:52,93 |
| 1 500 meter   | Jonas Leanderson (Glans) | Malmö AI       | 3:56,56 | Emil Danielsson    | Spårvägens FK | 3:57,77 | Ali Al-Janabi      | Ullevi FK            | 3:59,04 |
| 3 000 meter   | Jonas Leanderson (Glans) | Malmö AI       | 8:04,43 | Suldan Hassan      | Ullevi FK     | 8:04,89 | Robel Fsiha        | Spårvägens FK        | 8:12,02 |
| 60 meter häck | Anton Levin              | Malmö AI       | 7,79    | Fredrick Ekholm    | IFK Lidingö   | 7,88    | Alexander Brorsson | Athletics 24Seven SK | 7,90    |
| Höjdhopp      | Andreas Carlsson         | IK Ymer        | 2,10    | Simon Wiklund      | IK Wilske     | 2,07    | Adam Chiguer       | Spårvägens FK        | 2,07    |
| Stavhopp      | Melker Svärd Jacobsson   | Örgryte IS     | 5,15    | Carl Sténson       | Hellas FK     | 5,03    | Simon Thor         | IFK Märsta           | 4,95    |
| Längdhopp     | Thobias Nilsson Montler  | Malmö AI       | 7,94    | Andreas Otterling  | IFK Lidingö   | 7,79    | Michel Tornéus     | Hammarby IF          | 7,76    |
| Tresteg       | Jesper Hellström         | Hässelby SK    | 15,89   | Artur Engström     | Örgryte IS    | 15,26   | Erik Ehrlin        | Hammarby IF          | 15,26   |
| Kula          | Wictor Petersson         | Malmö AI       | 19,70   | Niklas Arrhenius   | Spårvägens FK | 18,20   | Gabriel Heen       | Hässelby SK          | 17,90   |
| Viktkastning  | Ragnar Carlsson          | Falu IK        | 21,00   | Elias Håkansson    | Spårvägens FK | 20,53   | Robert Alneroth    | Gefle IF             | 19,44   |
| Sjukamp       | Fredrik Samuelsson       | Hässelby SK    | 6 018   | Andreas Gustafsson | Falu IK       | 5 377   | Kevin Frankl       | Athletics 24Seven    | 5 312   |

### Damer
| Gren          | Guld               | Guld                 | Guld    | Silver               | Silver          | Silver  | Brons              | Brons           | Brons   |
| 60 meter      | Irene Ekelund      | Spårvägens FK        | 7,29    | Elin Östlund         | KFUM Örebro     | 7,43    | Jessica Östlund    | Hässelby SK     | 7,45    |
| 200 meter     | Lisa Lilja         | Ullevi FK            | 23,91   | Moa Hjelmer          | Spårvägens FK   | 23,97   | Daniella Busk      | Malmö AI        | 24,47   |
| 400 meter     | Matilda Hellqvist  | Ullevi FK            | 54,03   | Moa Hjelmer          | Spårvägens FK   | 54,42   | Elise Malmberg     | Hässleholms AIS | 55,07   |
| 800 meter     | Lovisa Lindh       | Ullevi FK            | 2:10,96 | Anna Silvander       | IFK Lidingö     | 2:11,51 | Sofia Öberg        | IFK Lidingö     | 2:11,90 |
| 1 500 meter   | Yolanda Ngarambe   | Turebergs FK         | 4:21,39 | Linn Söderholm       | Sävedalens AIK  | 4:25,66 | Fanny Dusabimana   | Umeå TFC        | 4:27,32 |
| 3 000 meter   | Lisa Havell        | Spårvägens FK        | 9:25,58 | Sanna Mustonen       | Hässelby SK     | 9:32,77 | Cecilia Norrbom    | Spårvägens FK   | 9:33,04 |
| 60 meter häck | Tilde Johansson    | Falkenbergs IK       | 8,17    | Emma Tuvesson        | Spårvägens FK   | 8,30    | Lovisa Karlsson    | Högby IF        | 8,37    |
| Höjdhopp      | Sofie Skoog        | IF Göta              | 1,90    | Bianca Salming       | Turebergs FK    | 1,90    | Erika Kinsey       | Trångsvikens IF | 1,88    |
| Stavhopp      | Angelica Bengtsson | Hässelby SK          | 4,60    | Michaela Meijer      | Örgryte IS      | 4,50    | Hanna Jansson      | Ullevi FK       | 4,15    |
| Längdhopp     | Tilde Johansson    | Falkenbergs IK       | 6,43    | Erika Kinsey         | Trångsvikens IF | 6,33    | Kaiza Karlén       | IF Göta         | 6,28    |
| Tresteg       | Maja Åskag         | Råby-Rekarne FIF     | 13,25   | Emelie Nyman Wänseth | Östersunds GIF  | 13,16   | Malin Marmbrandt   | Västerås FK     | 13,13   |
| Kula          | Fanny Roos         | Athletics 24Seven SK | 18,61   | Frida Åkerström      | Hässelby SK     | 16,63   | Ásdís Hjálmsdóttir | Spårvägens FK   | 15,77   |
| Viktkastning  | Ida Storm          | Malmö AI             | 23,53   | Tracey Andersson     | Ullevi FK       | 20,25   | Grete Ahlberg      | Hammarby IF     | 19,52   |
| Femkamp       | Tilde Johansson    | Falkenbergs IK       | 4 201   | Lovisa Östervall     | Upsala IF       | 4 081   | Lovisa Karlsson    | Högby IF        | 4 005   |

### Fotnoter
1. 1 2 3 4 5 6 7 8 9 10 11 12 13 14 15 16 17 18 19 20 21 22 23 24 25 26  ”Inomhus-SM 2019”. liveresults.se. https://liveresults.se/competition/inomhus-sm-2019?tab=results. Läst 17 februari 2019.
2. 1 2  ”ISM Mångkamp alla klasser”. www.uiffriidrott.se. http://www.uiffriidrott.se/docs/610/13687/ISM-Mangkamp-alla-klasser%20resultat.pdf. Läst 13 februari 2019.